# Неохори (дем Орестиада)
Неохори (старо име Йениджи, Дудукчу Йеникьой или Татар Йеникьой) (на гръцки: Νεοχώρι, катаревуса: Νεοχώριον, Неохорион) е село в Западна Тракия, Гърция, дем Орестиада, с 655 жители (2021).

## География
Селото е разположено на седем километра западно от Орестиада, в западния край на низината край река Марица. То се намира на 40 метра надморска височина, сред равен околен релеф.

## Население
Населението на Неохори наброява 655 жители според преброяването от 2021 г. Това го нарежда сред по-големите населени места в дем Орестиада.
Численост на населението според преброяванията през годините:
| \| Година на преброяване \| Численост \| \| --------------------- \| --------- \| \| 1981 \| 1612 \| \| 1991 \| 1138 \| \| 2001 \| 1159 \| \| 2011 \| 739 \| \| 2021 \| 655 \| |           |
| Година на преброяване | Численост |
| 1981 | 1612      |
| 1991 | 1138      |
| 2001 | 1159      |
| 2011 | 739       |
| 2021 | 655       |

## Име
Името на селото произлиза от гр. νέος (нов) и χωριό (село), в превод Ново село. То е получено след 1920 г. на основата на предишното турско наименование Дудукчу Йеникьой (в превод: „Новото село на свирачите“).

## История
Няма точни исторически данни за това кога е създадено Неохори. Известно е обаче, че това е старо, типично за Тракия поселище. След завладяването на региона от Османската империя през 1362 г., в него са се установили етнически гърци, преселили се от други части на днешна Гърция, както и от Кипър и Сирия.
Селото, заедно с цялата територия на днешния дем Орестиада, влиза в границите на България под името Йениджи след сключването на Българо-турската конвенция на 24 август 1915 г. След подписването на Ньойския договор от 27 ноември 1919 г. то е предадено под управлението на Антантата до май 1920 г., когато попада под гръцка власт.

## Икономика
Разположено в плодороден район, от създаването на селото мнозинството от жителите му са се занимавали със земеделие (отглеждани са най-вече царевица, захарно цвекло, памук и жито) и животновъдство. Понастоящем броят хора, заети в земеделската работа, е намалял.